# Hédika
Hédika, de son vrai nom Sylvie Hédika Penzès-Csakvary, née en 1946 à Budapest (Hongrie), est une chanteuse de rock français.

## Biographie
Hédika est l'une des rares féminines à s'être lancée dans l'aventure originelle du rock français, sans succès.
Elle a participé à l'émission Âge tendre et tête de bois, d'Albert Raisner en novembre 1961.

## Discographie
Super 45 tours
- 1961 : Journal intime (The Diary) (Jacques Plante-Neil Sedaka / Il ne veut plus être un dragueur (Shoppin' Around) (Aaron Schroeder-Michel Emer-Roy Bennett-Sid Tepper) / Hey Pony (Pony Time) (Don Covay-Hubert Ithier-John Berry) / J’ai peur de l’amour (Ho Paura) (Jacques Vatty-Pino Donaggio-Bruno Pallesi), accompagnée par Alan Gate et ses Rock'N'Rollers, Disques Festival (FX 45 1263 M)
- 1961 : Rock : L'Amour c'est tout ou rien (Love is Everything) (Jacques Plante-Carl Dobkins Jr) / C'est peut-être ça l'amour (Christian Jollet-Daniel Hortis-Armand Canfora) - Romanc' Rock (Princess, Princess) (Johnny Tillotson-Georges Gosset) / Croque croque la pomme (Jacques Dambrois-André Borly), accompagnée par Alan Gate et ses Rock'N'Rollers, Disques Festival (FX 1267 M)

Compilation CD
- 2002 : Twistin' the Rock vol. 4 Nicole Paquin - Hédika : Hédika : Journal intime / Il ne veut plus être un dragueur / Hey Pony / J'ai peur de l'amour / L'Amour c'est tout ou rien / C'est peut-être ça l'amour / Romanc'Rock / Croque croque la pomme, Polydor (589 294-2)